# Wasnes-au-Bac
Wasnes-au-Bac är en kommun i departementet Nord i regionen Hauts-de-France i norra Frankrike. Kommunen ligger i kantonen Bouchain som tillhör arrondissementet Valenciennes. År 2022 hade Wasnes-au-Bac 596 invånare.

## Befolkningsutveckling
Antalet invånare i kommunen Wasnes-au-Bac
| Referens: INSEE |